# Posicions del futbol
En el futbol, un equip està format per 10 jugadors o jugadores que es mouen pel camp, i un porter. Depenent d'on estiguin situats, tenen una funció i un nom diferent (defenses, migcampistes i davanters).

Esquema bàsic d'un equip de futbol en disposició "4-4-2", quatre defensors, quatre migcampistes i dos davanters.

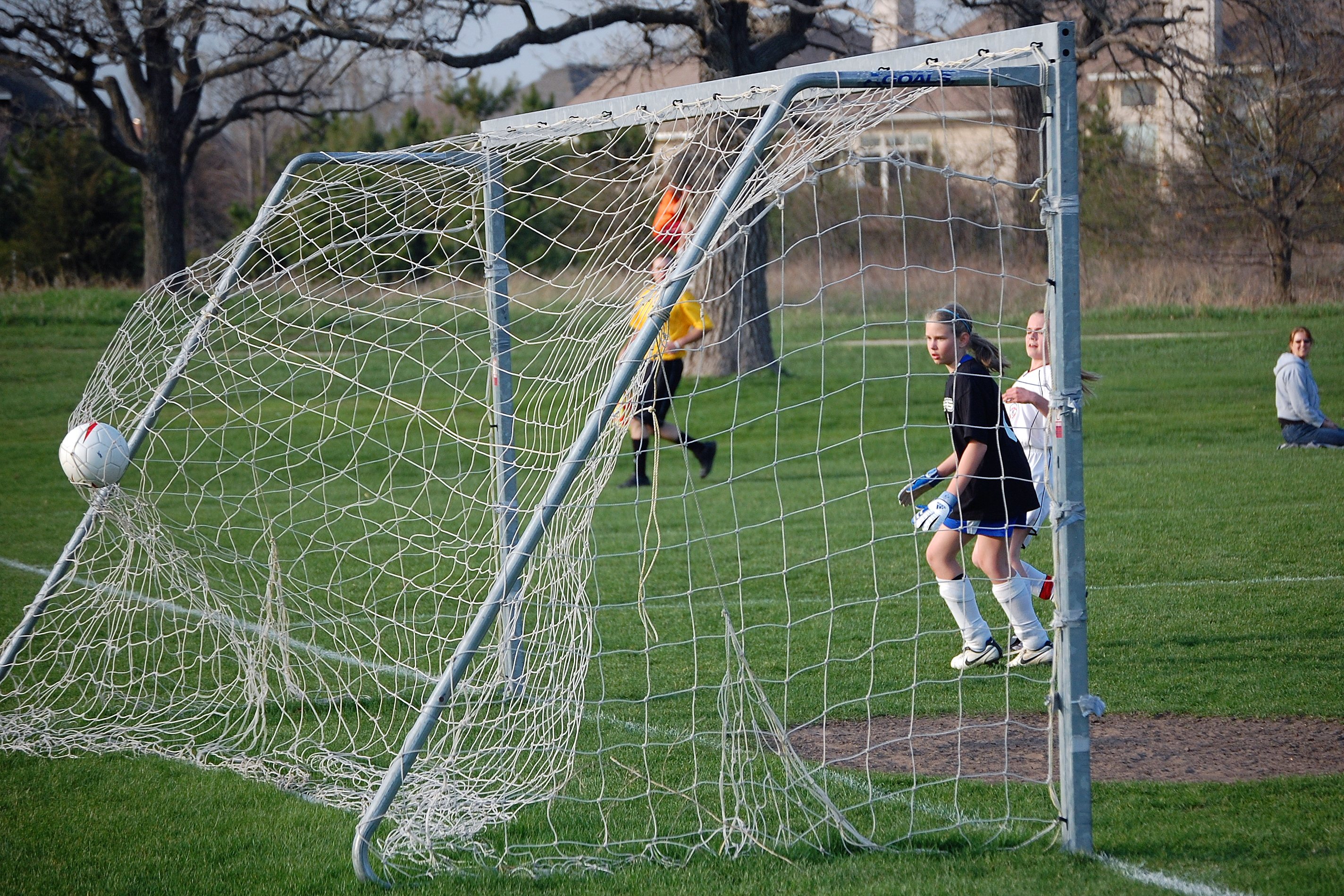
Portera superada per una jugadora de l'equip contrari.

## Posició de porter
En el futbol el porter és el jugador que impedeix que la pilota entri a la porteria, és l'únic que té permís per utilitzar les mans i els braços per evitar que l'equip contrari marqui un gol. Normalment, el porter se situa dins de l'àrea. Fora de l'àrea, el porter no pot tocar la pilota ni amb les mans ni amb els braços.
Entre els porters més importants i destacats de la història del futbol es troben Lev Yashin (l'únic porter que ha guanyat una pilota d'or) Dino Zoff, Ricardo Zamora, Cláudio Taffarel, Oliver Kahn, Edwin van der Sar, Gordon Banks, Jorge Campos, René Higuita, etc. Actualment destaquen Manuel Neuer, Keylor Navas, David De Gea, Marc-André ter Stegen, Gianluigi Buffon, Jan Oblak, Thibaut Courtois, Hugo Lloris, Iker Casillas, etc.

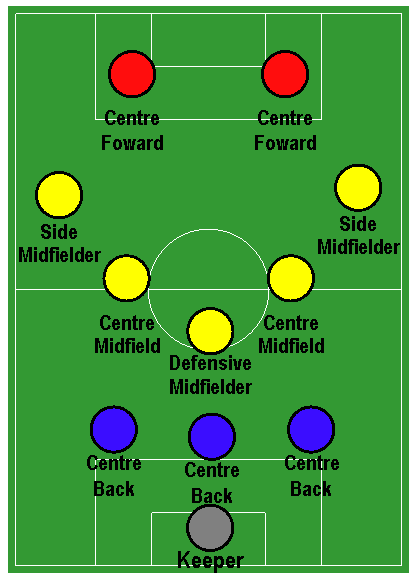
Formació 3-5-2

### Posicionament
El porter ha de ser capaç d'evitar les ocasions de gol de l'equip contrari. Cal que es col·loqui d'una manera correcta en aquells llocs que consideri que impliqui un major perill. Ha de ser capaç de cobrir en tot moment la porteria de costat a costat i del terra al travesser. Una característica que es valora en un porter és la seva alçada, encara que no sempre és una dada rellevant.
Hi ha diferents tipus de porters: els que els agrada mantenir-se estàtics a l'àrea petita i els que avancen assumint el paper d'un defensa. En qualsevol cas, el porter sempre ha d'evitar que la porteria es quedi desprotegida, ja que l'equip rival podria aprofitar l'ocasió per realitzar un xut de llarga distància o un intent de vaselina. Normalment, només passa del mig camp en cas d'anar perdent en els últims minuts per ajudar a marcar gols i canviar el resultat.

### Reflexos
En el futbol professional la pilota va a gran velocitat, per tant el porter ha de tenir uns bons reflexos per poder reaccionar de pressa i parar o desviar la pilota.

### Anticipació
El porter ha de saber anticipar-se a la pilota per evitar el gol. També ha de tallar les centrades, especialment en els córners, per així evitar una rematada que pugui acabar en gol.

## Posicions en la defensa

### Defensa central

Variació de la disposició 3-5-2

Cada central ha de cobrir una àrea específica del camp, i també ha de cobrir a un jugador en particular de l'equip contrari. El defensa central té com a objectiu principal impedir que els jugadors de l'equip contrari s'apropin a la porteria o directament marquin gols. La majoria dels equips juguen amb 1 o 2 centrals.
Els centrals acostumen a anar al camp contrari en situacions de córner o de centres, ja que acostumen a ser alts i forts i tenen més facilitat per rematar amb el cap. Mentre els centrals no estan a la seva posició els laterals o migs campistes cobreixen la seva posició per evitar contraatacs o situacions de perill. En acabar la jugada els centrals tornen a la seva posició per continuar la seva tasca.
Ser un bon central requereix ser valent i decisiu al moment de marcar contrincants en situació de perill.
Com a exemples clàssics hi ha: Franz Beckenbauer, Franco Baresi, Laurent Blanc, Héctor Chumpitaz, Elías Figueroa, Daniel Passarella, Oscar Ruggeri, Rio Ferdinand, John Terry, Fabio Cannavaro, Paolo Maldini, Carles Puyol, Lilian Thuram. Actualment els centrals que més destaquen són: Sergio Ramos, Gerard Piqué, Mats Hummels, Giorgio Chiellini, Leonardo Bonucci, Thiago Silva, Jérôme Boateng, Diego Godín, Toby Alderweireld.

### Defensa carriler[4]
Es diferencien dels migcampistes defensius i dels laterals, en el fet que parteixen dels costats però no busquen les bandes en l'atac, sinó que els carrilers pugen pel centre del camp. A diferència dels laterals tenen més tendència a participar en l'atac, tenen responsabilitats creatives a partir de tres quarts del camp.
Els carrilers més destacats en la història són: Luis Eyzaguirre, Giacinto Facchetti, Nilton Santos, Djalma Santos, Ruud Krol, Luis Enrique, Júnior Díaz, Cafú, etc. Actualment destaca: David Alaba, Alex Sandro, Marcos Alonso, Antonio Valencia, Ricardo Rodriguez, Héctor Bellerín, Sead Kolasinac, Joshua Kimmich, Layvin Kurzawa, etc.

### Defensa lateral
Els laterals pugen amb la pilota per les bandes i envien centres a l'àrea rival perquè els jugadors situats a l'àrea contrària puguin rematar i marcar gol. El defensa lateral corre pels costats de la defensa i és l'encarregat de tapar les pujades dels atacants. Per tant, un lateral cal que tingui una bona conducció i centre, també ha de tenir velocitat per poder córrer pels laterals superant els rivals.
Alguns exemples de laterals històrics són: Roberto Carlos, Eric Abidal, Ashley Cole, Cafú, Javier Zanetti, Philipp Lahm, etc. actualment destaquen en la posició de lateral: Dani Carvajal, Jordi Alba, David Alaba, Dani Alves, Marcelo, Nelson Semedo, etc.

## Posicions de mig camp

### Migcampista defensiu
El migcampista defensiu està situat davant dels defenses centrals i darrere dels migcampistes centrals. Dintre de l'11 titular, és el migcampista que s'encarrega de fer tasques defensives, de recuperació i de destrucció del joc ofensiu del rival.
Alguns dels migcampistes defensius més importants de la història van ser: Michael Essien, Xabi Alonso, Fernando Redondo, Claude Makelele, Gennaro Gattuso, etc. Actualment com a migcampistaes defensius destaquen: Sergio Busquets, Nemanja Matic, Casemiro, N'Golo Kanté, Blaise Matuidi, Granit Xhaka, Mateo Kovacic, etc.

### Migcampista extern
La seva feina és obrir-se a les bandes per poder deixar espai al centre del camp, que aprofiten els migcampistes i els davanters. El migcampista extern és els que juga per les bandes. Una de les habilitats més destacades en els migcampistes externs és la tècnica d'efectuar un bon regateig en el moment adequat.
Alguns dels millors migcampistes externs són: Andrés Iniesta, Julian Draxler, Kevin De Bruyne, James Rodriguez, David Silva, Franck Ribéry i Eden Hazard.

### Migcampista central
Encara que no destaqui en l'equip, ja que no marca molts gols, és una posició molt important en l'equip. S'encarrega d'elaborar i distribuir el joc de l'equip, és una de les posicions més importants i imprescindibles de l'equip.
Alguns exemples de migcampistes centrals són: Xavi Hernández, Andrea Pirlo, Paul Scholes, Bastian Schweinsteiger, Frank Lampard, etc. Actualment destaquen: Cesc Fábregas, Leon Goretzka, Andrés Iniesta, Arturo Vidal, Toni Kroos, Ivan Rakitic, Thiago Alcántara, Miralem Pjanic, Claudio Marchisio, Luka Modric, Paul Pogba i Marco Verratti.

### Migcampista ofensiu
La seva funció és la de coordinar l'atac de l'equip i de donar la passada als davanters i també aprofitar els espais lliures que deixa l'equip rival.
És el migcampista que està més avançat. Se situa davant dels migcampistes centrals i per darrere dels davanters.
Acostumen a ser jugadors molt elàstics i amb una gran visió de joc per poder distribuir bé la pilota.
Històricament van destacar: Ronaldinho, Zinedine Zidane, Ricardo Bochini, Juan Román Riquelme, Francesco Totti, Rivaldo, Kaká, Carlos Valderrama, Michel Platini, Gheorghes Hagi, Enzo Francescoli o Diego Armando Maradona, etc. Actualment destaquen: Lionel Messi, Philippe Coutinho, Isco, David Silva, James Rodriguez, Mesut Ozil, Hakan Çalhanoglu, Christian Eriksen, Dele Alli, etc.

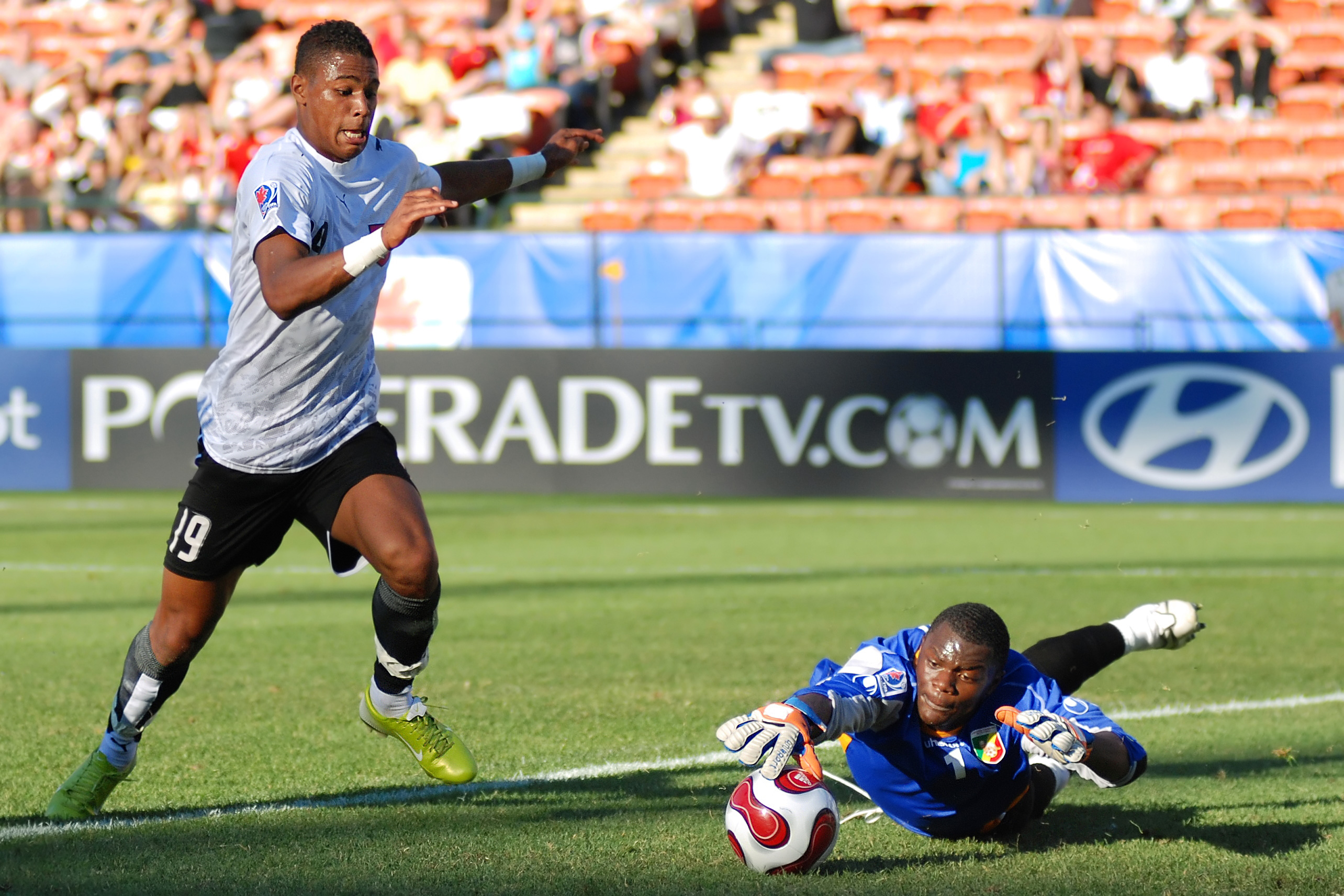
El davanter Rubin Okotie (Àustria) mira d'arribar a la pilota abans que el porter Destin Onka l'agafi amb les mans (Congo)

## Posicions d'atac

### Davanter centre
La funció principal del davanter centre és simplement la de marcar gols a la porteria rival. El davanter centre se situa normalment dintre de l'àrea rival per crear espais i esperar que els seus companys li facin arribar la pilota i pugui marcar gols. Acostumen a ser alts, forts, amb bona punteria i bons reflexos per poder definir ràpidament a la porteria. És l'encarregat de marcar una bona part dels gols de l'equip.
En aquesta posició s'acostuma a estar a prop de l'àrea esperant que arribi la pilota per poder marcar un gol.
En la història van existir diferents davanters centres com John Campbell, Arthur Friedenreich, Arsenio Erico, Gary Lineker, Paulino Alcántara, Pedro Petrone, Ronaldo, Iván Zamorano, Henrik Larsson, Hugo Sánchez, Gunnar Nordahl, Pedro Pablo León, Gabriel Batistuta, Marco van Basten, Luigi Riva, Gerd Müller, Raúl González, Gonzalo Klusener, etc. Alguns exemples de davanters centres actuals són: Cristiano Ronaldo, Zlatan Ibrahimović, Robert Lewandowski, Harry Kane, Luis Suárez, Julio Furch, Romelu Lukaku, Robin van Persie, Pierre Emerick Aubameyang, Gonzalo Higuaín, Edinson Cavani, Mauro Icardi, Antoine Griezmann, Radamel Falcao, etc.

### Extrem
Són jugadors que bàsicament es mouen enganxats a la banda, enviant centres o passades al davanter centre. També acostumen a tenir un bon xut. Els extrems acostumen a ser ràpids i precisos per poder regatejar i superar els rivals a gran velocitat i poder enviar centres a l'àrea rival. És per això que acostumen a ser els encarregats d'executar els tirs lliures.
Antigament van destacar: Stanley Matthews, Luis Figo, Francisco Gento, George Best, Jairzinho, Piet Keizer, Oleg Blojín, Ryan Giggs, Helmut Rahn, Julio Baylón, Raimundo Orsi, Coen Moulijn, etc. Actualment destaquen: Lionel Messi, Neymar, Franck Ribéry, Gareth Bale, Arjen Robben, Eden Hazard, Alexis Sánchez, Mohamed Salah, Leroy Sané, Kingsley Coman, Raheem Sterling, etc. Alguns jugadors que poden jugar tant de davanter centre com de extrems, són: Cristiano Ronaldo, Antoine Griezmann, Kylian Mbappe, Marcus Rashford, etc.

### Punter (Extrem a cama canviada)
Els punters s'acostumen a confondre amb els extrems, però no tenen la mateixa funció. Es diferencien perquè no busquen la banda fins al final sinó que es mouen des de les bandes fins a la porteria. Això és una diferència important en l'estil de joc. Jugar amb extrems significa un futbol amb un atac esperant el centre, en canvi jugar amb punters implica més mobilitat de la pilota. També, als punters se'ls hi demana més gols. Els punters acostumen a ser jugadors amb velocitat i un bon control de la pilota. Acostumen a ser més petits que els davanters centres però molt hàbils.
Alguns punters que van destacar van ser: Pedro Araya, Garrincha, Carlos Caszely, Pierre Littbarski, Leonel Sánchez, René Houseman, George Best, etc. Actualment hi destaquen: Antoine Griezmann, Dries Mertens, Mohamed Salah, Arjen Robben, Franck Ribéry, Alexis Sánchez, etc.

### Segon davanter
El segon davanter es pot confondre amb el davanter centre però a diferència dels davanters centre no ha de ser necessàriament alt i fort. La feina principal del segon davanter és finalitzar amb èxit les jugades i obrir espais a la defensa. El segon davanter se situa immediatament darrere del davanter centre. Acostumen a ser jugadors molt tècnics, amb mobilitat i que aporten gran claredat en l'elaboració de l'atac. No és un davanter, fix en l'àrea, ja que acostuma a baixar a ajudar els migcampistes i participar en la creació de jugades.
Exemples clàssics van ser: Ferenc Puskás, Pelé, Emilio Butragueño, Matthias Sindelar, György Sárosi, Dennis Bergkamp, Roberto Baggio, Bebeto, Marcelo Salas, Raúl González, Julio César Romero, Kevin Keegan, etc. Avui en dia destaquen: Lionel Messi, Neymar, Luis Suárez, Wayne Rooney, Alexis Sánchez, Thomas Müller, David Villa, Francesco Totti, Sergio Agüero, etc.